# 123 (عدد)
123 أو مائة ثلاثة وعشرون هو عدد صحيح. طبيعي موجب.

## في الرياضيات
- 123 هو عدد لوكاس التاسع: 2, 1 ,3 ,4 ,7 ,11, 18, 29, 47, 76, 123...
- 123 هو عدد مضلعي. يمكن به تكوين مضلع منتظم غير ممركز عدد أضلاعه 42 وترتيبه 3
- 123 ليس عددا سعيدا
- 123 عدد لا يتكرر فيه أي رقم عشري.

## في مجالات أخرى
- 123 هو رقم الطوارئ في كولومبيا
- 123 رقم الطوارئ في إندونيسيا
- 123 اسم فيلم
- 123 اسم أغنية
- 123 هو العدد الذري الذي للعنصر غير المكتشف اليونبيتروم.